# Igreja Católica na Bélgica
A Igreja Católica na Bélgica faz parte da Igreja Católica universal, sob a autoridade do Papa, da Cúria Romana e da Conferência dos Bispos Belgas.
Em 2010, cerca de 60% da população se declarava católica, enquanto 87% da população era nascida em famílias católicas. Em 1980, declararam-se católicos 72% dos belgas, número que caiu para 68% em 1990 e para 65% em 2005. Entretanto, outras fontes, como o The World Factbook, elevam as estimativas para 75% a quantidade de católicos no país no ano de 2015.

## História

### Século XIX

#### A situação na Bélgica após o Congresso de Viena
O Congresso de Viena tinha unido a Bélgica à Holanda, com o nome de Holanda, sob o governo do monarca protestante Guilherme I. Do ponto de vista religioso, a Holanda possuía a maioria da população protestante, e a minoria católica; enquanto a Bélgica tinha a maioria católica. Em um estado dividido religiosamente, a única solução era a liberdade e igualdade de cultos, como foi definido em Viena. Mas, enquanto os católicos holandeses consideravam a Constituição de 1814 uma melhoria, os católicos belgas e, especialmente, da região de Flandres, queriam para as províncias do sul a restauração dos antigos privilégios do catolicismo (especialmente no ensino). Assim, lideradas pelo bispo Gand De Broglie, as autoridades diocesanas belgas condenaram a indiferença religiosa da nova Constituição, proibindo os católicos a prestarem juramento.
Em seguida, novas dificuldades surgiram, na questão da reestruturação das dioceses, sobre a nomeação de bispos, sobre a livre formação do clero (em 1825 a Igreja belga se opôs à criação do Instituto de Filosofia da Universidade de Leuven, que teria controle do Estado). Na prática, o rei forçava a implementação de uma política de assédio contra os católicos (mais pelo espírito regalista que anticatólico); a Bélgica constatava que a intenção do rei era "protestantizar" o país.

#### O nascimento do catolicismo liberal

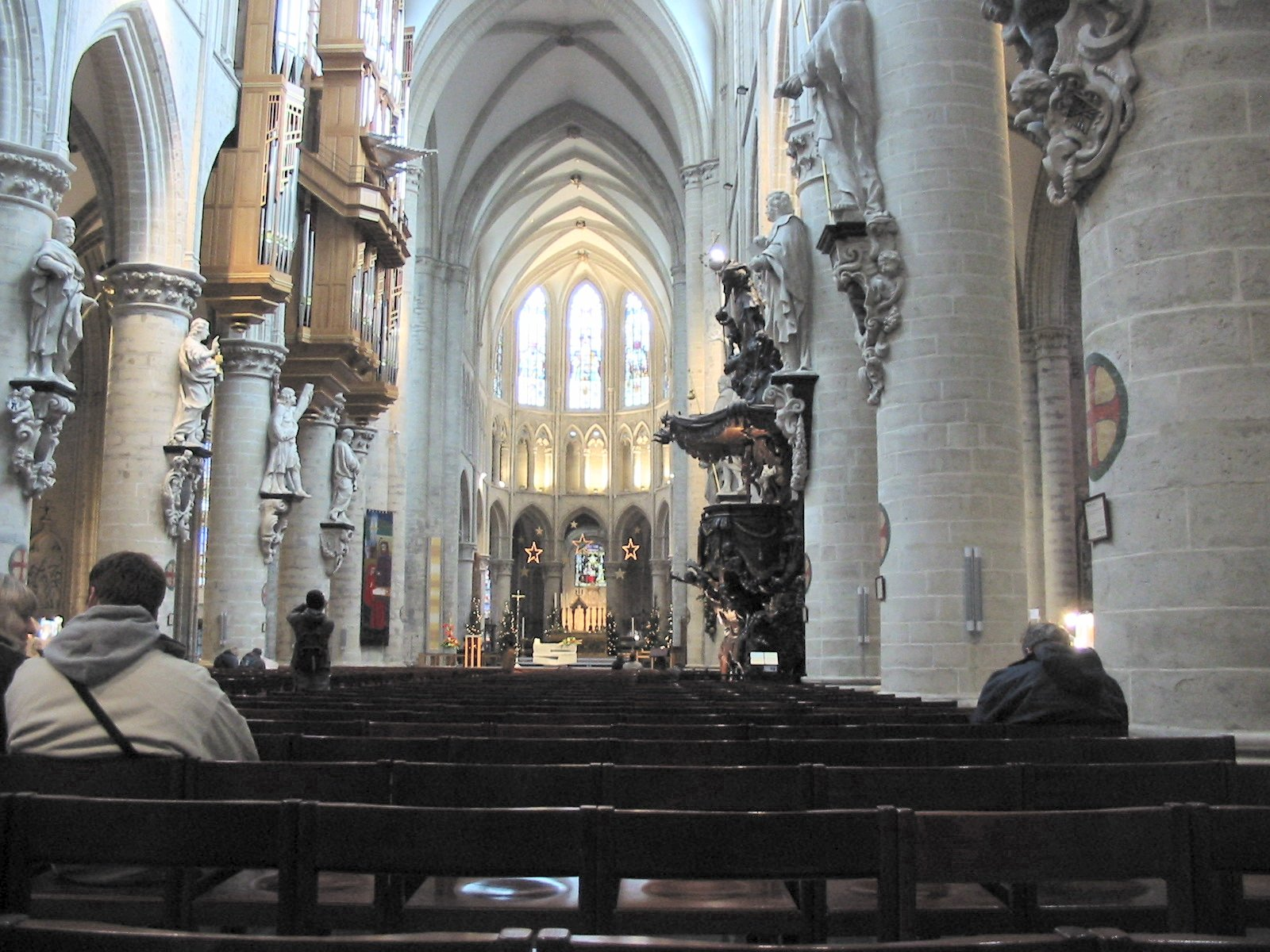
Catedral de São Miguel e Santa Gudula, em Bruxelas

Na Bélgica, apareceu uma nova mentalidade, projetada para se espalhar pela Europa com o nome do liberalismo católico. Jornais católicos belgas foram os porta-vozes desta política, porém contando com a desconfiança de Roma, mas apoiada pelo bispo, seu vigário e por seu sucessor, Engelbert Sterckx. Católicos e liberais encontraram-se unidos contra a monarquia, os primeiros a defenderem a liberdade de educação e a defesa da religião.
Há três tendências no liberalismo católico belga:
- Uma minoria: partilhava com entusiasmo liberal para as grandes oportunidades oferecidas pela liberdade do ponto de vista político; que pendia a favor da república; e reivindicava uma autonomia plena dos bispos no domínio do tempo;
- No outro extremo estavam os conservadores, sindicalistas apenas para o momento, que esperavam para restaurar a tradição da monarquia e da religião do Estado;
- Entre os dois lados havia a chamada "escola de Mechelen", que não compartilhava plenamente os princípios de Lamennais, para combinar com os benefícios do sistema liberal com os do antigo regime, na crença de que a liberdade não deve excluir a proteção, nem a proteção à liberdade.

#### Bélgica independente
Com a revolução de 1830, que levou à independência da Bélgica no âmbito de um novo governante, o protestante Leopoldo I da Saxônia-Coburgo-Gota. No Congresso ele se reuniu para estabelecer a nova Constituição,  enquanto que o Arcebispo Méan enviou uma carta a Roma, redigida pelo cardeal Engelbert Sterckx, pedindo não privilégios, mas sim a liberdade. Junto com esta carta, também foi enviado um folheto de De Ram, chamado Considérations sur les Libertés religieuses, que alcançou grande circulação.
Na verdade, a nova Constituição reconheceu:
- A liberdade religiosa e liberdade de culto público
- Que ninguém pode ser forçado a participar de cultos religiosos
- Que o Estado não deve intervir na nomeação de ministros de qualquer religião ou impedir a comunicação livre com os superiores
- Que o casamento civil precede o religioso
- Que o ensino é livre
- Que os salários dos ministros da religião são pagos pelo Estado (para compensar as propriedades confiscadas durante a Revolução Francesa).

### Dias atuais
Atualmente os níveis de religiosidade do povo belga vêm caindo, assim como de modo geral na Europa Ocidental. As estatísticas divergem sobre a porcentagem de católicos na Bélgica, ainda que todas apontem como a religião majoritária do país, variando de 57 a 75%. A Arquidiocese de Malinas-Bruxelas possui mais de 1900 padres, porém o número de vocações também caiu, e no ano de 2007, apenas dois novos sacerdotes foram ordenados. Também vê-se diminuição no número de batizados e de casamentos religiosos.

## Território

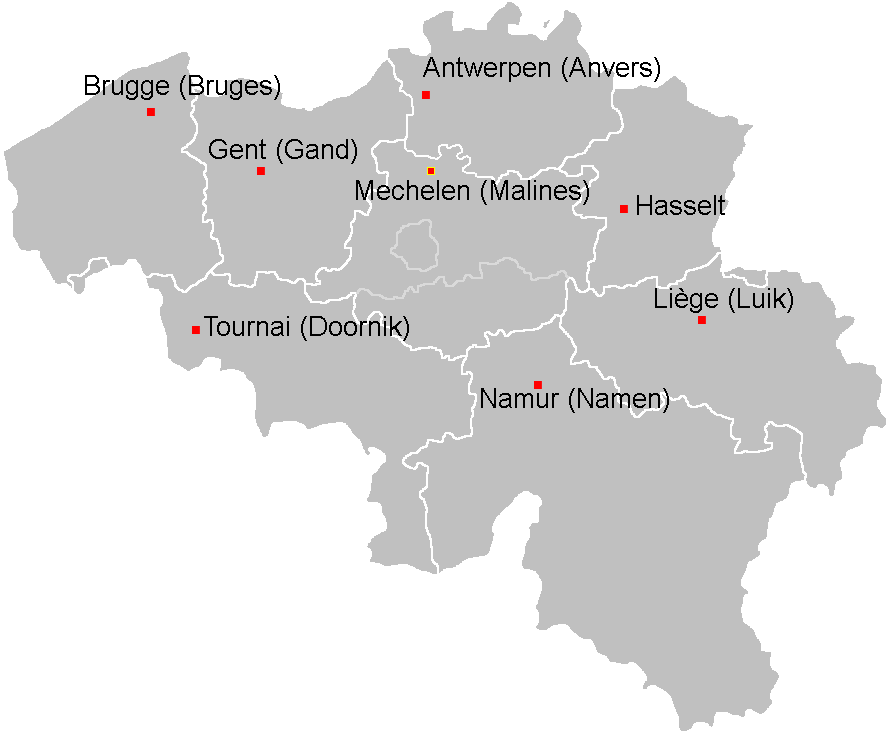
Mapa das dioceses da Bélgica

O país forma uma província eclesiástica, composta por 8 dioceses, já incluindo uma arquidiocese, além de um ordinariato militar.
| Arquidiocese / diocese           | Fund. | Catedral                             | Cocatedral                            | Página virtual |
| -------------------------------- | ----- | ------------------------------------ | ------------------------------------- | -------------- |
| Arquidiocese de Malinas-Bruxelas | 1559  | Catedral de São Romualdo de Malinas  | Catedral de São Miguel e Santa Gudula |                |
| Diocese de Antuérpia             | 1961  | Catedral de Nossa Senhora            |                                       |                |
| Diocese de Bruges                | 1834  | Catedral de São Salvador             |                                       |                |
| Diocese de Gante                 | 1559  | Catedral de São Bavão                |                                       |                |
| Diocese de Hasselt               | 1967  | Catedral de São Quintino             |                                       |                |
| Diocese de Liège                 | 720   | Catedral de São Paulo                |                                       |                |
| Diocese de Namur                 | 1559  | Catedral de Santo Albano             |                                       |                |
| Diocese de Tournai               | 450   | Catedral de Nossa Senhora de Tournai |                                       |                |

## Nunciatura apostólica
O atual núncio apostólico para a Bélgica é Augustine Kasujja, desde 12 de outubro de 2016.

## Conferência Episcopal
Lista de presidentes da Conferência Episcopal da Bélgica:
- Cardeal Jozef-Ernest van Roey (1958 - 6 de agosto de 1961)
- Cardeal Leo Jozef Suenens (24 de novembro de 1961 - 4 de outubro de 1979)
- Cardeal Godfried Danneels (19 de dezembro de 1979 - 18 de janeiro de 2010)
- Dom André-Joseph Léonard (27 de fevereiro de 2010 - 6 de novembro de 2015)
- Arcebispo Jozef De Kesel, de 27 de abril de 2016

Lista de secretários-gerais da Conferência Episcopal da Bélgica:
- Monsenhor Herman Cosijns, desde 1º de setembro de 2011

## Locais de peregrinação

### Santuários

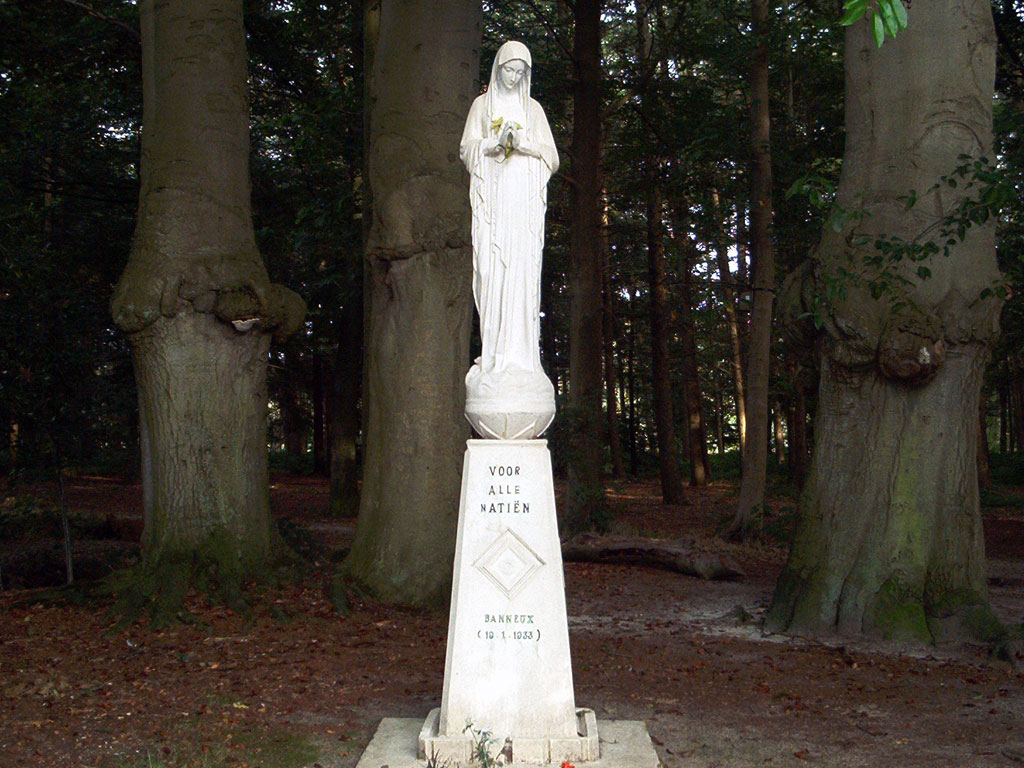
Estátua da Virgem Maria no Santuário de Banneux

O santuário mariano mais famoso é o de Nossa Senhora dos Pobres, em Banneux. Nesta aldeia, próxima a Liège, a Virgem Maria apareceu a menina de onze anos de idade por oito vezes, entre 15 de janeiro a 2 de março de 1933. Ao contrário da maioria dos santuários, em Banneux há apenas uma pequena capela e as comemorações são geralmente realizadas ao ar livre. As peregrinações chegam a atrair cerca de um milhão de pessoas a cada ano.
Outros santuários belgas são:
- O Santuário de Nossa Senhora de Hawthorn, em Beauring, próxima a Namur, onde ocorreram outras aparições de Nossa Senhora, pouco antes das ocorridas de Banneux
- O Santuário de Nossa Senhora de Halle, considerado o santuário nacional da Bélgica. Guarda uma imagem de Maria, doada por Santa Isabel da Hungria a Matilde de Brabante, filha do Rei Henrique I
- O Santuário de Scherpenheuvel, existente mesmo antes do século XIII, não muito longe de Lovaina, tem uma bela igreja barroca

### Beguinarias

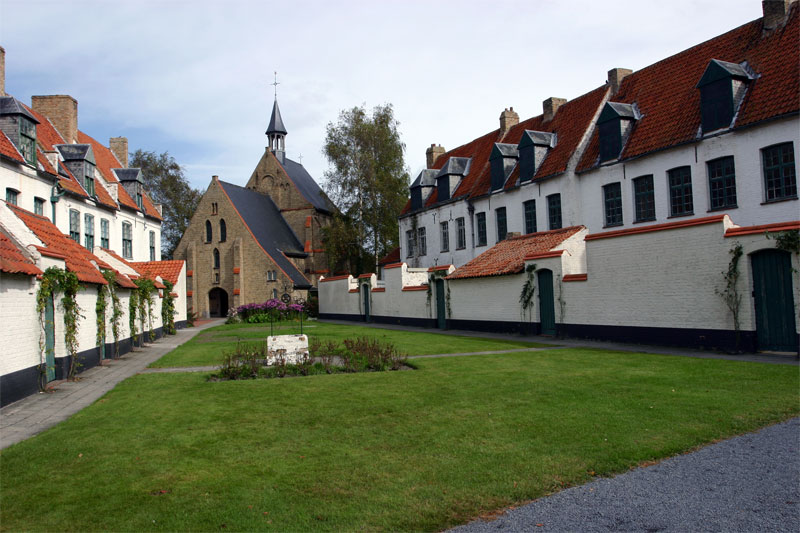
A beguinaria de Diksmuide

Em muitas cidades da Bélgica, principalmente na região do Flandres, existem uma ou mais beguinarias, pequenas cidades na cidade, rodeadas por muralhas, onde os chamados beguinos retiram-se para vida de meditação e oração, e, sobretudo, de caridade ativa. Não são considerados mosteiros, mas sim comunidades de leigos (incluindo muitas viúvas), que recebem uma pequena casa sem qualquer tipo de custo.